# Jiří Mašek
Jirí Mašek (né le 5 octobre 1978 en Tchécoslovaquie) est un footballeur tchèque.
Il jouait au poste d'attaquant.